# Zugliano
Zugliano (velenceiül Zulian) település Olaszországban, Veneto régióban, Vicenza megyében. Lakosainak száma 6852 fő (2023. január 1.). Zugliano Carrè, Fara Vicentino, Lugo di Vicenza, Zanè, Sarcedo és Thiene községekkel határos.

## Népesség
A település népességének változása:
| Lakosok száma | 6833 | 6801 | 6852 |
|               | 2017 | 2018 | 2023 |